# Вільгельм Пік
Фрідріх Вільгельм Райнгольд Пік (3 січня 1876 , Губен, Бранденбург  — 7 вересня 1960 , Берлін ) — німецький комуніст, один із засновників німецької компартії, керівник німецьких більшовиків.

## Життєпис
Син кучера, виріс у містечку Губені (Німецька імперія). Будинок, де він народився, знаходився у східній частині міста, що нині є польським містом Губіном. Після закінчення школи навчався на столяра.
У 1894 році вступив до німецької спілки працівників деревообробної промисловості, а 1895 року — до Соціал-демократичної партії Німеччини (СДПН). З 1896 року працював столяром у Бремені і в 1905 році, будучи головою районної організації СДПН, був обраний до міського парламенту міста. У 1907—1908 роках навчався у партійній школі СДПН, де на його політичні погляди вплинула Роза Люксембург.
Під час Першої світової війни брав участь у конференціях лівих соціал-демократів. У 1915 році був призваний до німецької армії. Служачи, продовжив антивоєнну агітацію, за що постав перед військовим судом. До винесення вироку йому вдалося втекти до Берліна, звідки член «Союзу Спартака» Вільгельм Пік поїхав на еміграцію до Амстердама (Нідерланди).
У листопаді 1918 року повернувся до Берліна, увійшов до складу центрального керівництва «Союзу Спартака», став одним із співзасновників та членів ЦК Комуністичної партії Німеччини (КПГ). У 1919 році за участь у комуністичному повстанні був заарештований і 15 січня 1919 року брав участь як свідок в останньому допиті Рози Люксембург і Карла Лібкнехта. У НДР та СРСР офіційно вважалося, ніби Вільгельму Піку, на відміну від загиблих Лібкнехта та Люксембург, вдалося втекти з під варти. 
У 1921 році обраний до Виконавчого комітету Комуністичного інтернаціоналу, де познайомився з Леніним. Тоді ж став депутатом прусського ландтагу, у складі якого залишався до свого обрання в рейхстаг у 1928 році.
У 1922 році став одним із засновників Міжнародної Червоної допомоги, а в 1925 році — головою Червоної допомоги Німеччини. У 1931 році обраний до Президії Виконавчого комітету Комуністичного Інтернаціоналу.
У 1933 році після приходу до влади Адольфа Гітлера і переслідування німецьких комуністів Пік взяв участь у нелегальному засіданні Центрального комітету КПН, що відбулося під Берліном. 25 серпня 1933 року Вільгельм Пік був позбавлений німецького громадянства. Після вбивства Йона Шера у 1934 році Пік як його заступник став на чолі партії. Проте вже у травні 1934 року змушений залишити Німеччину та емігрував до Парижа, де разом із Францом Далемом та Вільгельмом Флорином утворив закордонне керівництво КПН.
КПН пішла у підпілля та здійснювала свою діяльність з-за кордону, а Пік переїхав до Москви. У 1935 році на 7-му конгресі Комінтерну він виступив від імені ВККІ зі звітною доповіддю. У 1935 році на «Брюссельській» партійній конференції (що насправді проходила в Підмоскв'ї) був обраний головою КПН на час ув'язнення Ернста Тельмана. На «Бернській» конференції КПН (що проходила під Парижем) 30 січня — 1 лютого 1939 року, закликавши до об'єднання всіх антинацистських сил Німеччини, окреслив програму встановлення в країні нової демократичної республіки. У 1943 році виступив одним із організаторів Національного комітету «Вільна Німеччина». Керував підготовкою німецьких антифашистських груп, які закидалися на територію Німеччини.
1 липня 1945 року повернувся до Берліна і приступив до нового політичного будівництва в радянській зоні окупації Німеччини. Всіляко сприяв об'єднанню СДПН та КПН у Соціалістичну єдину партію Німеччини (СЄПН). У 1946 році разом із Отто Гротеволем став співголовою СЄПН, а в 1949 році після утворення Німецької Демократичної Республіки став її першим та єдиним президентом. Цю представницьку посаду обіймав аж до своєї смерті в 1960 році. Фактично країною керував Вальтер Ульбріхт, який обіймав посаду Генерального секретаря ЦК СЄПН.